# Uomini più uomini
Uomini più uomini (с итал. — «Люди, больше людей») — восьмой студийный альбом французской певицы Аманды Лир, выпущенный в 1989 году итальянским лейблом Ricordi International.

## Об альбоме
Над альбомом Аманда работала только с итальянскими музыкантами. Он был записан в Милане на студии Bips и сведен на студии Heaven в Римини, Италия. Лирическое содержание альбома говорит в основном о любви и полностью написано на итальянском языке, что делает его первым альбомом Лир, состоящим исключительно из неанглоязычного материала. Певица заявила, что альбом был записан как средство для обращения к итальянской аудитории, которую она приобрела будучи телеведущей в Италии. Песня «Una notte insieme a te» играла во время финальных титров в её итальянском ток-шоу 1989 года Ars Amanda.
Uomini più uomini был выпущен только в Италии, где популярность Лир оставалась высокой из-за успешной телевизионной карьеры на протяжении многих лет. Синглы не были выпущены, хотя материал получил умеренное продвижение по телевидению. Альбом, однако, не оказался успешным в чартах. В том же году певица перевыпустила альбом во Франции под названием Tant qu’il y aura des hommes, причем половина песен была перезаписана на французском языке, также был добавлен новый трек «Métamorphose».
Первоначально альбом был доступен только на виниле и кассетах. Немецкая компания Siebenpunkts Verlags Gmbh с тех пор приобрела права на публикацию альбома, и в 1993 году он был переиздан на CD компанией Farad Records под названием Indovina chi sono, с другим оформлением и переработанным трек-листом. Части альбома впоследствии будут многократно переиздаваться на различных бюджетных CD-сборниках в сочетании с треками из его франкоязычного аналога Tant qu’il y aura des hommes.

## Список композиций
| №  | Название         | Автор(ы)                                   | Длительность |
| -- | ---------------- | ------------------------------------------ | ------------ |
| 1. | «Mia cara Clara» | Вилли Молко, Вито Паллавичини, Паоло Конте | 3:38         |
| 2. | «Telegramma»     | Кристиано Мальджольо, Коррадо Кастеллари   | 3:12         |
| 3. | «Ragazzino»      | Дайано, Джулио Калиандро                   | 4:18         |
| 4. | «Ripassi domani» | Вилли Молко, Вито Паллавичини, Паоло Конте | 4:15         |
| 5. | «Scuola d’amore» | Аманда Лир, Дайано                         | 4:30         |

| №  | Название                 | Автор(ы)                                         | Длительность |
| -- | ------------------------ | ------------------------------------------------ | ------------ |
| 1. | «Una notte insieme a te» | Серджо Менегале, Раффаэле Феррато                | 3:51         |
| 2. | «Indovina chi sono»      | Паоло Лимити, Филиппе Леон                       | 3:22         |
| 3. | «Una rosa un tango»      | Кристиано Мальджольо, Коррадо Кастеллари         | 4:05         |
| 4. | «Illibata»               | Массимо Поджини, Джулио Калиандро                | 3:25         |
| 5. | «Due»                    | Карло Заваглия, Сабино Могаверо, Франко Гранейро | 3:27         |
| 6. | «La partita di pallone»  | Карло Альберто Росси, Эдоардо Вианелло           | 3:24         |